# Policía Municipal de Pamplona

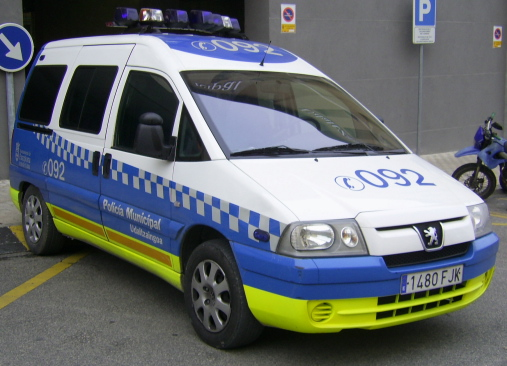
Coche patrulla de la Policía municipal de Pamplona.

La Policía Municipal de Pamplona (Iruñeko Udaltzaingoa en euskera) es la policía de Pamplona dependiente del Ayuntamiento de Pamplona. Está formada por alrededor de 408 agentes.
Su actividad diaria está orientada a proteger el libre ejercicio de los derechos y libertades, y garantizar la seguridad ciudadana de todos los ciudadanos y ciudadanas que viven o trabajan en Pamplona (España), así como la de todas las personas que diariamente la visitan, velando por la pacífica convivencia entre todos ellos y protegiendo a las personas y sus bienes de cualquier riesgo o eventualidad.
Actualmente Jesús Ángel Munárriz Salinas es el máximo responsable.

## Historia

### Primeras referencias
La primera referencia que se puede encontrar en Pamplona respecto a la existencia de un cuerpo organizado de Seguridad Ciudadana data de 1545, en un documento sobre el amojonamiento de los límites de la ciudad.
Durante este siglo y los siguientes coexistieron en Pamplona dos incipientes cuerpos de Policía:
- La Guardia Urbana, que actuaba en el casco urbano de la ciudad
- La Policía Rural, en la que se distinguen dos unidades operativas: la Policía rural y los Guardias de campo para la atención de la zona de extramuros y el entorno rústico de la ciudad, respectivamente.

### sigloXIX
A raíz de la Constitución de 1837, los gobiernos constitucionales implantaron la Milicia Nacional, formada por ciudadanos que cumplían unos requisitos de integridad, medios económicos y buena conducta, que se constituían en un batallón, formado por 400 o 500 hombres, para una población que apenas sobrepasaba las 15.000 personas. No obstante, la aparición de la Milicia Nacional no significó la desaparición de la Guardia Urbana, sino que se produjo una diferenciación de funciones: mientras la Guardia Urbana atendía a las necesidades ciudadanas en relación con el Ayuntamiento, la Milicia Nacional se constituyó en la garante de la permanencia del orden liberal. Por otra parte, en los numerosos caminos que salían de las distintas puertas de la ciudad amurallada en dirección a los barrios de extramuros y poblaciones limítrofes, se desplegó la Policía Rural para la protección de los viajeros.

### sigloXX
Fue a mediados de este siglo cuando la Policía Municipal de Pamplona nació como tal. Este hecho se produjo como consecuencia de la unificación de los cuerpos de agentes de la autoridad que existían en el municipio: la Guardia Rural, con su característico uniforme de color verde, bastón y boina, y el Cuerpo de la Guardia Urbana, cuyas competencias iban creciendo debido al derribo de las murallas de la ciudad y que contaba entre sus unidades con la Ronda Volante.
Cuando en 1962 se jubiló el último Jefe de la Guardia Urbana de Pamplona, Enrique Gálvez Cañero, se produjo un debate en torno a su sustitución, que desembocó en la formulación de dos propuestas. El entonces alcalde de Pamplona, Miguel Javier Urmeneta, convocó una sesión ordinaria del Pleno Municipal el 13 de enero de 1964, en la que se dio lectura a la propuesta de Alcaldía, que consistía en la creación del Cuerpo de Policía Municipal mediante la unificación de los cuerpos existentes. Se justificaba en el hecho de que la ciudad comenzaba a experimentar un crecimiento urbano que obligaba a la ampliación del radio de acción de la Guardia Urbana y por ello era necesaria la unificación bajo el mando de un único jefe. Tras dos votaciones que resultaron en empate, y haciendo uso el Alcalde de su voto de calidad, se aprobó en el mismo Pleno la creación de la Policía Municipal de Pamplona.
En el mismo acuerdo, se aprobó el nombramiento de Valeriano Navarro Miranda, anterior jefe de la Guardia Rural, como primer jefe de la Policía Municipal de Pamplona, así como la constitución de una comisión, formada por el Alcalde, los Concejales de Tráfico y de Personal, el nuevo jefe de Policía y el jefe de Servicios Técnicos de Policía Municipal, para la reorganización y modernización del Cuerpo.

### La actualidad
A principios de los años 80, la Policía Municipal se integró en el Área de Protección Ciudadana y comenzó la creación de unidades especializadas.
En 1990 se dotó a la Policía Municipal de Pamplona de una nueva estructura organizativa, cuyo diseño general ha permanecido prácticamente hasta nuestros días. Dos hechos relevantes se han producido desde entonces:
En el año 2005 se aprueba el Plan Director actualmente vigente, documento que define "el modelo de Policía Local para Pamplona, dentro del marco legal vigente", y que ha servido de orientación a la política seguida por el Ayuntamiento en esta materia.
En el año 2012 se aprueba el actual Reglamento de Organización de la Policía Municipal de Pamplona, cuyo objeto es "reorganizar la Policía Municipal de Pamplona, dotándola de una nueva estructura que sea capaz de asumir eficazmente las funciones que tiene encomendadas".

## Principios básicos de actuación
Todo cuerpo de policía local tiene como principios generales de actuación "proteger y velar por las libertades y derechos de las personas reconocidos por el ordenamiento jurídico", así como "garantizar el mantenimiento de la tranquilidad y seguridad pública, el respeto de la ley y del orden en la sociedad"
Esta declaración de principios ha sido elaborada en el proceso de implantación del modelo EFQM de excelencia en la organización de la Policía municipal de Pamplona. Como consecuencia de este proceso la Policía Municipal fue galardonada en el año 2015 con el sello de excelencia 400+ por parte de la fundación Navarra para la Calidad.
En este contexto, la Policía Municipal de Pamplona ha concretado sus principios básicos de actuación en la declaración de su "Misión, visión y valores", que definen su forma de trabajar y entender este servicio público.